# Agelasta mouhotii
Agelasta mouhotii es una especie de escarabajo longicornio del género Agelasta, categorizada en la tribu Mesosini, de la subfamilia Lamiinae. Fue descrita por Pascoe en 1862.

## Descripción
Mide 10-14 mm de longitud.

## Distribución
Se distribuye por Asia: Camboya, China, Laos y Vietnam.